# Casaleggio Boiro
Casaleggio Boiro (Casalegio Bòiro in piemontese, Casaèzo in ligure) è un comune italiano di 344 abitanti in provincia di Alessandria, in Piemonte, nell'Alto Monferrato.
È uno dei comuni dell'Ovadese, area storico-culturale del Basso Piemonte e del Monferrato, che prende il nome dalla città di Ovada. 
Parte del territorio comunale fa parte del Parco Regionale delle Capanne di Marcarolo.

## Storia
Citato in un documento di donazione al monastero di Santa Maria di Castiglione, appartenne agli Obertenghi di Parodi. Nel 1164, Federico Barbarossa ne confermò il possesso al marchese di Monferrato Guglielmo il Vecchio. Feudo, nel 1435, di Francesco Sforza passò poi agli Spinola che lo tennero sino al 1705, alternandosi per breve periodo ai Grillo (1589) ed agli Scotti.
Nel 1863 il comune di Casaleggio assunse la nuova denominazione di "Casaleggio Boiro".

### Simboli
Lo stemma e il gonfalone del comune di Casaleggio Boiro sono stati concessi con decreto del presidente della Repubblica del 15 dicembre 1981.

## Monumenti e luoghi d'interesse

### Il Castello
Il castello fu costruito nel X secolo su un'impervia rocca e ampliato nel XII secolo.
Fra le estreme propaggini sudorientali del Piemonte, quasi in prossimità della Liguria, isolato su di un poggio, sorge il castello di Casaleggio Boiro. Si tratta di uno degli edifici monferrini più antichi; alcuni autori lo fanno risalire al X secolo o tuttalpiù all’XI – XII secolo, dotazione abbastanza attendibile poiché certe sue parti, come la cortina merlata di sud-est, il palazzo baronale e l’architrave a bassorilievo potrebbero essere di quest’epoca. Rimaneggiamenti e ricostruzioni devono, in larga misura, aver mutato le strutture originarie; vi sono infatti aggiunte rinascimentali, come la torre tonda di spigolo, ed altre addirittura barocche.
L’impianto risulta poco significativo nel suo insieme con la torre quadrata che supera di poco l’altezza delle cortine a cui va aggiunta la torre circolare, elementi questi che non riescono a movimentare la massa piuttosto inerte dell’edificio. Nonostante ciò la struttura del castello di Casaleggio Boiro così come quella di molti altri edifici civili o fortificazioni dell’Ovadese e dell’Oltregiogo interessò anche d’Andrade. Questi nel 1880 fece rilievi a carattere documentario di quasi tutti i castelli di queste zone e quindi anche di quello di Casaleggio. Uno dei particolari più interessanti di questo edificio, oltre ad alcune decorazioni a merletto delle bifore è il rilievo in pietra che funge da architrave d’ingresso. In esso sono raffigurati u cavaliere montato ed armato di scudo e lancia ed una dama affiancata da due leoni.
Curiosissima è l’arma gentilizia incisa sullo scudo e sulla gualdrappa del cavallo, raffigurante forse una mazza o un martello d’armi. Queste testimonianze artistiche ed architettoniche dell’antichità del castello vengono, come si è visto,anche suffragate dalle fonti scritte. Già da lontano, la vista del castello di Casaleggio è una delle esperienze più significative di una visita ai castelli dell’Alto Monferrato; per chi infatti percorre la strada dei castelli venendo da Gavi o da Ovada, la gran massa dell’edificio si scorge da lontano, discendendo da Mornese o da Tagliolo, in un paesaggio ancora perfettamente integro, con un senso di mistero e aspettativa che può ricordare, a chi ha visitato la Puglia, quello che prende chi si avvicini a Castel del Monte.
In effetti il castello di Casaleggio Boiro gode di una situazione paesistica invidiabile, nonché della qualità, abbastanza rara tra i castelli della zona, di sorgere notevolmente staccato dal paese, totalmente isolato, ove si eccettui una piccola chiesa che giace ai suoi piedi.Questo isolamento porta la sua mole a stagliarsi con un notevole effetto scenografico sul fondale di una verdissima collinetta in una situazione ambientale veramente invidiabile, questa caratteristica fece sì che, nel maniero, venissero girate alcune scene di una famosa versione televisiva dei ” Promessi sposi ” diretta da Sandro Bolchi e con attori di fama tra cui Tino Carraro, Marisa Merlini, Lilla Brignone, Paola Pitagora, Nino Castelnuovo. Nello sceneggiato il castello rappresentava il nido d’aquilla dell’Innominato, al quale si reca don Abbondio per liberare Lucia, che vi è rinchiusa.
Fu scelto come set per rappresentare il castello dell'Innominato nello sceneggiato televisivo I promessi sposi del 1967, per la regia di Sandro Bolchi.

### Le Chiese
Un documento redatto il 4 aprile 1188 nella Pieve di Casaleggio, attesta l’esistenza e l’antichità di questo edificio religioso, il quale non risulta altrimenti attestato e depone per assoluta primazia di questo insediamento rispetto ai vincini Mornese e Lerma. Nel 1320 il testamento di Lombardo Gentile, ci informa dell’esistenza in Casaleggio della chiesa di S. Martino, probabilmente la pieve già citata, destinata a divenire, secondo una tradizione corrente nel Settecento, la prima parrocchiale del paese a metà Quattrocento. La chiesa, secondo quanto veniva riportato, era a tre navate, una delle quali serviva per una parte di popolazione di Lerma, quella di mezzo per la popolazione di Casaleggio e l’altra per una parte della popolazione di Mornese.
Sul finire del Cinquecento pare tuttavia che le due navate laterali andassero in rovina e venissero demolite rimanendo praticabile solo quella di mezzo.Ma già nel 1622, al tempo della visita pastorale di Mons. Paolo Aresi, vescovo di Tortona, la Parrocchia è stata trasferita presso la chiesa costruita sotto il castello, a fianco dell’antica chiesetta di S. Leone. Questa doveva durare per circa duecento anni. Nel 1786 il Vescovo Carlo Maurizio Pieretti ordinò la ricostruzione della Parrocchiale dove si trovava anticamente perché più comoda per tutti gli abitanti; nel 1797 venne posta la prima pietra del nuovo edificio.
Nel 1800 vennero fatti importanti acquisti per la nuova chiesa Parrocchiale di Casaleggio acquistando dalle chiese genovesi di ordini religiosi che venivano soppressi:
1. l’altare maggiore, preso nella chiesa degli Angeli tenuta dai RR.PP Carmelitani, con sue balaustre, il quale era della Beata Vergine del Carmine, dalla parte dell’Evangelico, ossia navata, dei cui marmi si è impadronita violentemente la nazione ligure;
2. un altare, che era nella chiesa dei PP. Agostiniani Scalzi della Visitazione di Genova, con colonne nere, senza balaustre, nel quale si è trovata una scatola di latta ossia tolta di palmi quattro di lunghezza e alta uno con sigilli, ove si racchiude il corpo di San Pio, martire;
3. un altare, che era nella chiesa della Visitazione, che servirà per l’altare di Sant’Antonio.

Nel 1835 la chiesa venne inaugurata e intitolata a San Martino. Nel 1853 il Re Vittorio Emanuele fece fare a sue spese il pavimento in marmo bianco. Nel 1893 nell’occasione del centenario dalla costruzione della Chiesa vennero inaugurate dal Vescovo Mon. Discma Marchese le nuove pitture eseguite dal Gambini. Il Gambini provvide alla completa decorazione interna della chiesa, lavorandovi con passione di artista intelligente, 14 mesi coi suoi assistenti, ed ero essa completamente trasformata, sembra piuttosto la grande parrocchia di una grande città, che la modesta chiesuola di un povero comune di pochi abitanti.Tutti questi lavori e l’acquisto del nuovo organo del Verati di Bologna e delle artistiche statue del Bertarelli di Milano ed i nuovi e ricchi candelabri ed il rifacimento della Canonica, hanno richiesto una ingente spesa che questi poveri terrazzani non avrebbero da soli potuto sostenere senza l’intervento finanziario dei castellani. Nell’antica Parrocchia si nota un quadro di buona scuola rappresentante la Sacra Famiglia, di ignoto ma valente autore.Non si hanno date certe della sua fondazione; risulta però, che nel 1600 era già ufficiata, come appare da un atto di morte di tal epoca.Oratorio della SS Trinità ha pure un bel quadro del 1400 rappresentante N:S: Assunta.

## Società

### Evoluzione demografica
Abitanti censiti

## Amministrazione
Di seguito è presentata una tabella relativa alle amministrazioni che si sono succedute in questo comune.
| Periodo        | Periodo        | Primo cittadino   | Partito                           | Carica  | Note  |
| -------------- | -------------- | ----------------- | --------------------------------- | ------- | ----- |
| 21 giugno 1985 | 21 maggio 1990 | Carlo Carante     | Partito Comunista Italiano        | Sindaco | [ 8 ] |
| 21 maggio 1990 | 24 aprile 1995 | Carlo Carante     | Partito Comunista Italiano        | Sindaco | [ 8 ] |
| 24 aprile 1995 | 14 giugno 1999 | Andrea Tenconi    | centro-sinistra                   | Sindaco | [ 8 ] |
| 14 giugno 1999 | 14 giugno 2004 | Andrea Tenconi    | lista civica                      | Sindaco | [ 8 ] |
| 14 giugno 2004 | 8 giugno 2009  | Danilo Repetto    | lista civica                      | Sindaco | [ 8 ] |
| 8 giugno 2009  | 3 giugno 2014  | Danilo Repetto    | lista civica                      | Sindaco | [ 8 ] |
| 3 giugno 2014  | 26 maggio 2019 | Danilo Repetto    | lista civica: la torre medioevale | Sindaco | [ 8 ] |
| 26 maggio 2019 | 9 giugno 2024  | Matteo Mazzarello | lista civica                      | Sindaco | [ 8 ] |
| 9 giugno 2024  | in carica      | Alberto Caminati  | lista civica                      | Sindaco | [ 8 ] |